# تقی محمدی

تقی محمدی نفر دوم از سمت راست که دست یکی از کارکنان سفارت آمریکا (که چشم‌بند زده شده) را گرفته‌است.

تقی محمدی (۱۳۳۶ تهران – ۱۳۶۵ زندان اوین)، از افراد فعال در جریان تسخیر سفارت آمریکا بود. وی ساکن محله نازی‌آباد تهران بود. برخی او را از اعضای سازمان مجاهدین انقلاب اسلامی دانسته‌اند. او که پیش از انقلاب به شغل آزاد اشتغال داشت، به میان دانشجویان پیرو خط امام رفت. تقی محمدی از دانشجویانی بود که در یکی از روزهای اول تصرف سفارت آمریکا در تهران، باری روزن، وابسته مطبوعاتی سفارت آمریکا که به زبان فارسی نیز تسلط داشت را به میان خبرنگاران آورد.
تقی محمدی همان فردی است که در تصرف سفارت آمریکا در تهران کنار گروگانها دیده می‌شود و در اوایل عکس او به خاطر شباهت ظاهریش به محمود احمدی‌نژاد، اشتباه معرفی شد. او که در کمیته انقلاب منطقه نازی‌آباد فعال بود، به کمیته اداره دوم ارتش رفت و در بخش ضد جاسوسی، پیگیری جریانات ضدانقلاب راست و ستاد ضد کودتای نوژه فعال شد. سپس وی به جمع حاضر در اطلاعات نخست‌وزیری پیوست. پس از انفجار هشت شهریور در فاصله کوتاهی تقی محمدی ابتدا به عنوان مأمور دفتر اطلاعات و تحقیقات نخست‌وزیری به کویت اعزام می‌شود و سپس به عنوان کاردار ایران در افغانستان منصوب می‌شود.
دادستانی انقلاب به دلیل نزدیکی او با مسعود کشمیری عامل انفجار نخست‌وزیری، با هماهنگی وزارت خارجه و بدون آشکار نمودن موضوع، او را از کابل فراخواند و بازداشت کرد. وی که در بازداشتگاه برای اعتراف اعلام آمادگی کرده بود، پس از بیان برخی نکات با نظر کارشناس مربوط ساعاتی فرصت استراحت گرفت، اما در این فاصله به طرز مشکوکی با کمربند در تاریخ ۱۹ فروردین ۱۳۶۵ خودکشی کرد. برخی از کارشناسان امنیتی دادستانی انقلاب معتقد بودند که این‌گونه خودکشی با توجه به این‌که تقی محمدی بر روی رگ‌های گردنش چوب کبریت گذاشته بود، امکان ندارد و اشخاص دیگری احتمالاً او را کشته‌اند و بعد حلق‌آویزش کرده‌اند.
محسنی اژه‌ای در مستند «پرونده ناتمام» ادعا کرد که شب قبل از «خودکشی» تقی محمدی، او پس از چند بازجویی به این نتیجه رسید که تقی محمدی باید به ارتباطش با «نفاق» اعتراف کند. پس از این که تقی محمدی راضی شده بود که اعتراف کتبی کند، ادامه کار به روز بعد سپرده می‌شود که دیگر به گفته او در آن روز خودکشی کرده بود.